# Saxo Grammaticus
Saxo Grammaticus (oko 1150. – 1220.) danski srednjovjekovni povjesničar, o čijem životu nema drugih izvora osim činjenice da mu se pripisuje autorstvo danske povijesne kronike Gesta Danorum.

## Vanjske poveznice
- Saxo Grammaticus na projektu Runeberg i Gesta Danorum: Saxo Grammaticus
- (eng.) Gesta Danorum, Knjige I-IX: Online Medieval and Classical Library  Arhivirana inačica izvorne stranice od 20. svibnja 2005. (Wayback Machine)
- (lat.) Gesta Danorum, Knjige I-XVI: The Royal Danish Library
- Djela Saxo Grammaticus na Projekt Gutenbergu
- Gesta Danorum, Latin and English side by side:   Arhivirana inačica izvorne stranice od 11. ožujka 2007. (Wayback Machine)